# 萨图·图奥米宁
萨图·图奥米宁（芬蘭語：Satu Tuominen，1985年11月19日—），芬兰女子冰球运动员，场上位置是前锋。她曾代表芬兰国家队参加2006年冬季奥林匹克运动会冰球比赛，获得第四名。